# Peters I-Box 5200
Der Typ I-Box 5200 (aufgrund der Eisklasse auch bezeichnet als I-Box 5200 1A) ist ein Mehrzweckfrachtschiffstyp der niederländischen Werft Peters in Kampen, von dem vier Einheiten gefertigt wurden.

## Geschichte

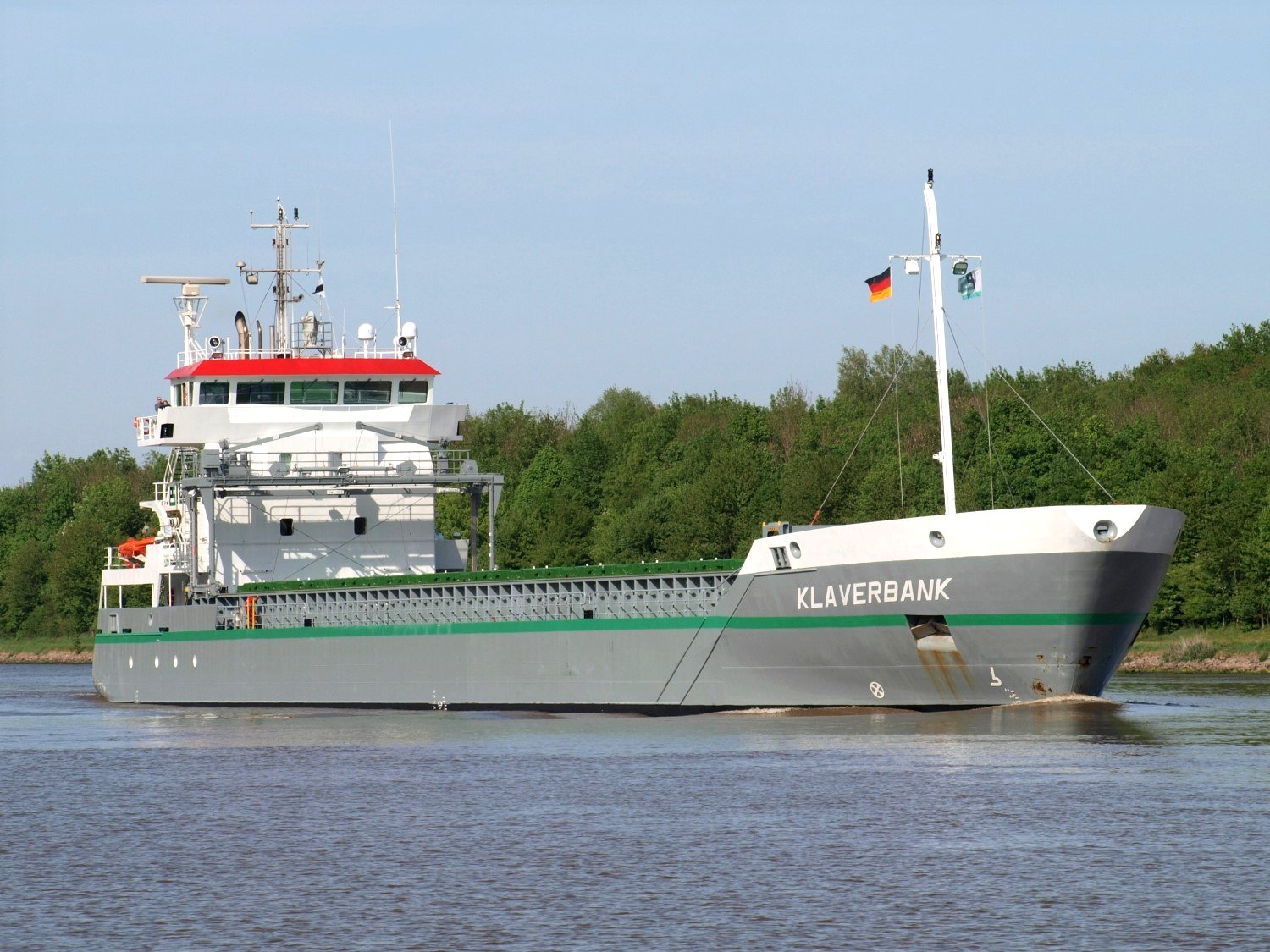
Die Klaverbank im Nord-Ostsee-Kanal

Der Typ I-Box 5200 wurde von der Scheepswerf Peters als Küstenmotorschiff mit einer Tragfähigkeit von 5.200 dwt für Fahrten in Gewässern mit schwierigen Eisverhältnissen konzipiert. Die Kaskos entstanden auf der kroatischen Werft Leda (Brodogradiliste Leda d.o.o.) in Korčula, mit der das niederländische Unternehmen im Jahr 2002 eine Partnerschaft eingegangen war. Die Endfertigung und Ausrüstung der Schiffe erfolgte auf der Peters-Werft in Kampen.
Das Typschiff der Baureihe, die André W, ging am 28. August 2010 an die Hamburger Reederei André Wieczorek, die zu dieser Zeit zwei SSCC Maxima und drei Icerunner 3650 einsetzte, die ebenfalls bei Peters gebaut worden waren. Reederei Wieczorek trat die André W am 13. Dezember 2021 an die niederländische Reederei Wagenborg Shipping ab, wodurch sie den Namen Geulborg erhielt.
Das zweite Schiff war von Wagenborg Shipping in Auftrag gegeben worden und lief am 28. Juli 2010 mit dem Namen Iceborg vom Stapel. Der Neubau wurde vor Fertigstellung an die niederländische Reederei Pot Scheepvaart verkauft und am 20. Januar 2011 mit dem Namen Klaverbank von der Werft abgeliefert.
Das dritte Schiff der Baureihe hatte die Reederei De Bock Maritiem aus Alkmaar bestellt. Es wurde am 5. Januar 2011 in Korčula auf den Namen Sardius getauft und traf am 2. März 2011 zur Fertigstellung in Kampen ein. Die Ablieferung der Sardius erfolgte am 30. Juni 2011. Sie wurde am 26. Juni 2023 an Reederei Wagenborg verkauft und in Gooteborg umbenannt.
Das letzte Neubau der Serie lief am 16. Juni 2011 mit dem Baunamen I-Box vom Stapel. Auftraggeber war die Rederij van Donderen aus Delfzijl. Das Schiff wurde am 12. Januar 2012 in Harlingen an die Reederei übergeben und einen Tag später auf den Namen Diamant getauft. Am 1. Oktober 2021 bekam es durch einen Eignerwechsel den Namen Gaastborg.
Die vier Schiffe der Baureihe werden seit ihrer Indienststellung durch Wagenborg Shipping bereedert (Stand September 2024). Sie werden dort firmenintern als G-Klasse bezeichnet.

## Technik

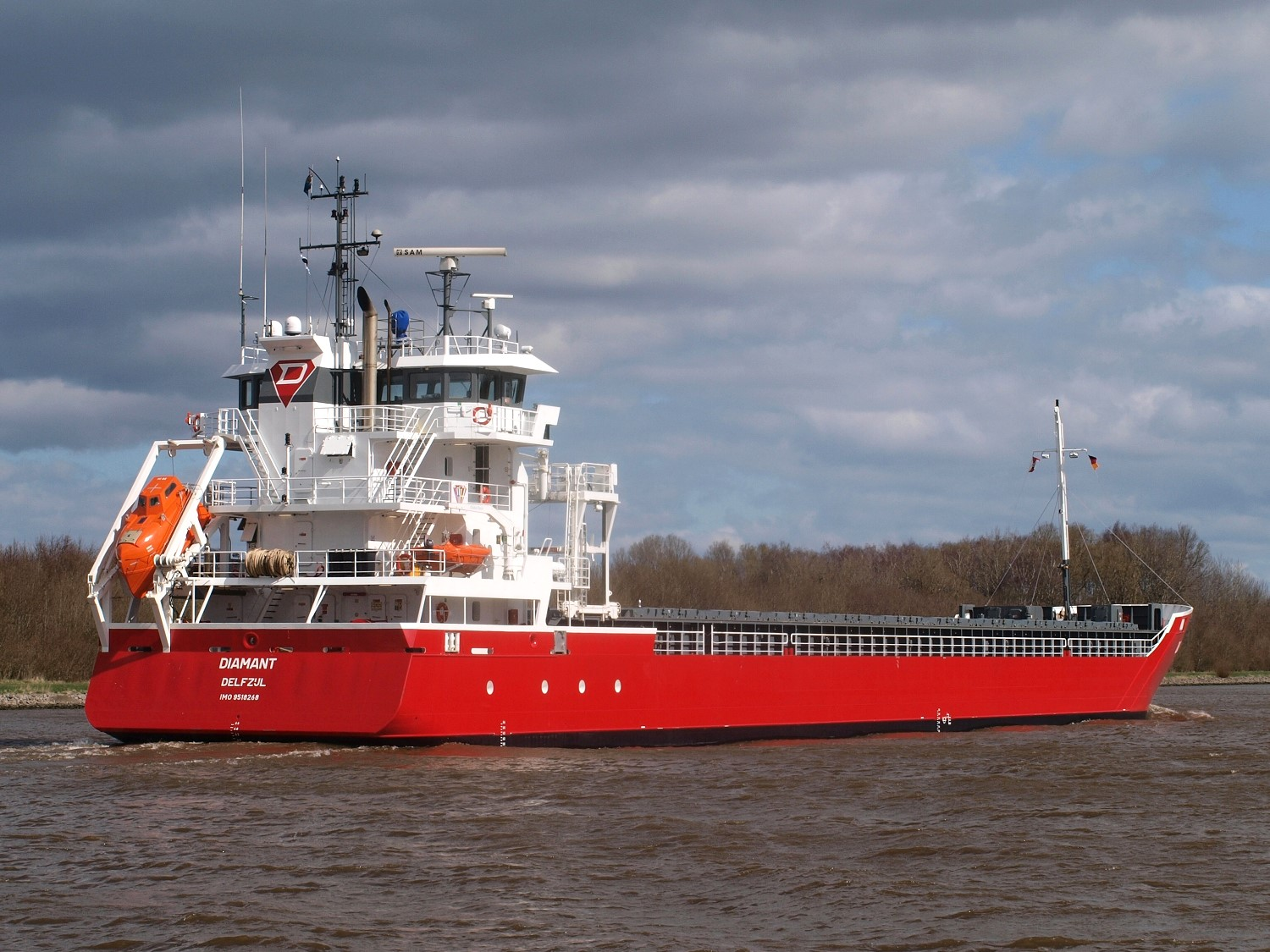
Heckansicht der Diamant

Der I-Box 5200 hat eine Gesamtlänge von 99,99 m (96,67 m KWL, 92,50 m Lpp) und eine Breite von 13,35 m. Seine Höhe vom Kiel bis zum Hauptdeck beträgt 9,10 m, der maximale Tiefgang 6,15 m. Die Schiffe besitzen einen Wulstbug und ein geneigtes Spiegelheck. Die Rümpfe sind verstärkt und erfüllen die Vorgaben der finnisch-schwedischen Eisklasse 1A.
Die Schiffe der Baureihe sind bei Ablieferung mit 3.739 BRZ und 1.419 NRZ vermessen worden. Die Tragfähigkeit der einzelnen Einheiten variiert und liegt zwischen 5.256 dwt (Klaverbank) und 5.276 dwt (Diamant). Der I-Box 5200 verfügt über einen 61,80 m langen, 11,20 m breiten und 9,10 m hohen Laderaum ohne Unterstau mit einem Rauminhalt von 6.645 m³ (234.000 Kubikfuß). Der Raum kann durch zwei bewegliche Schotten in drei Abschnitte unterteilt werden kann, wodurch ein gleichzeitiger Transport von verschiedenen Ladungen möglich ist. Die Schotten können auch als variables Zwischendeck verwendet werden. Die Schiffe sind mit Pontonlukendeckel ausgerüstet, die für eine Belastung von 1,6 t/m² (0,96 t/m² bei Holzladung) ausgelegt sind. Zum Anheben und Versetzen der Lukendeckel befindet sich ein Lukenwagen an Bord. Die Tankdecke ist zum Transport von Schwergut verstärkt und für eine Belastung von 15 t/m² ausgelegt. Der I-Box 5200 kann bis zu 192 20-Fuß-Standardcontainer (TEU) stauen, davon 108 TEU im Raum. Alternativ ist eine Beladung mit maximal 88 40-Fuß-Containern (FEU) plus 16 TEU möglich, davon 48 FEU plus 12 TEU im Raum und 40 FEU plus 4 TEU an Deck.
Die Schiffe werden von einem 1.800 kW leistenden Neunzylinder-Viertakt-Dieselmotor des Typs Wärtsilä 9L20 angetrieben, der auf einen Verstellpropeller wirkt. Für An- und Ablegemanöver verfügen sie über ein elektrisch angetriebenes Bugstrahlruder mit einer Leistung von 275 kW.

## Die Schiffe
| I-Box 5200                                                         | I-Box 5200  | I-Box 5200  | I-Box 5200                        | I-Box 5200                                      | I-Box 5200                                                      | I-Box 5200 |
| Bauname                                                            | Bau- nummer | IMO- Nummer | Kiellegung Stapellauf Ablieferung | Auftraggeber                                    | Umbenennungen und Verbleib                                      |            |
| ------------------------------------------------------------------ | ----------- | ----------- | --------------------------------- | ----------------------------------------------- | --------------------------------------------------------------- | ---------- |
| André W                                                            | 1101        | 9518232     | 09.12.2008 12.03.2010 28.08.2010  | Reederei André Wieczorek GmbH & Co. KG, Hamburg | 2021 Geulborg, so 2025 in Fahrt                                 |            |
| Iceborg                                                            | 1102        | 9518244     | 11.12.2008 28.07.2010 20.01.2011  | Wagenborg Shipping B.V., Delfzijl               | in Fahrt gesetzt als Klaverbank, so 2025 in Fahrt               |            |
| Sardius                                                            | 1103        | 9518256     | 16.12.2008 05.01.2011 30.06.2011  | De Bock Maritiem B.V., Alkmaar                  | 2023 Gooteborg, so 2025 in Fahrt                                |            |
| I-Box                                                              | 1104        | 9518268     | 17.12.2008 16.06.2011 12.01.2012  | V.O.F. Rederij van Donderen Delfzijl            | in Fahrt gesetzt als Diamant → 2021 Gaastborg, so 2025 in Fahrt |            |
| Daten: Stichting Maritiem Historische Databank, Miramar Ship Index |             |             |                                   |                                                 |                                                                 |            |